# Iglesia de San Pedro (Figueras)
La iglesia de San Pedro es un edificio religioso de la población de Figueras perteneciente a la comarca catalana del Alto Ampurdán en la provincia de Gerona. Es una iglesia románica incluida en el Inventario del Patrimonio Arquitectónico de Cataluña y protegida como Bien Cultural de Interés Local.

## Historia

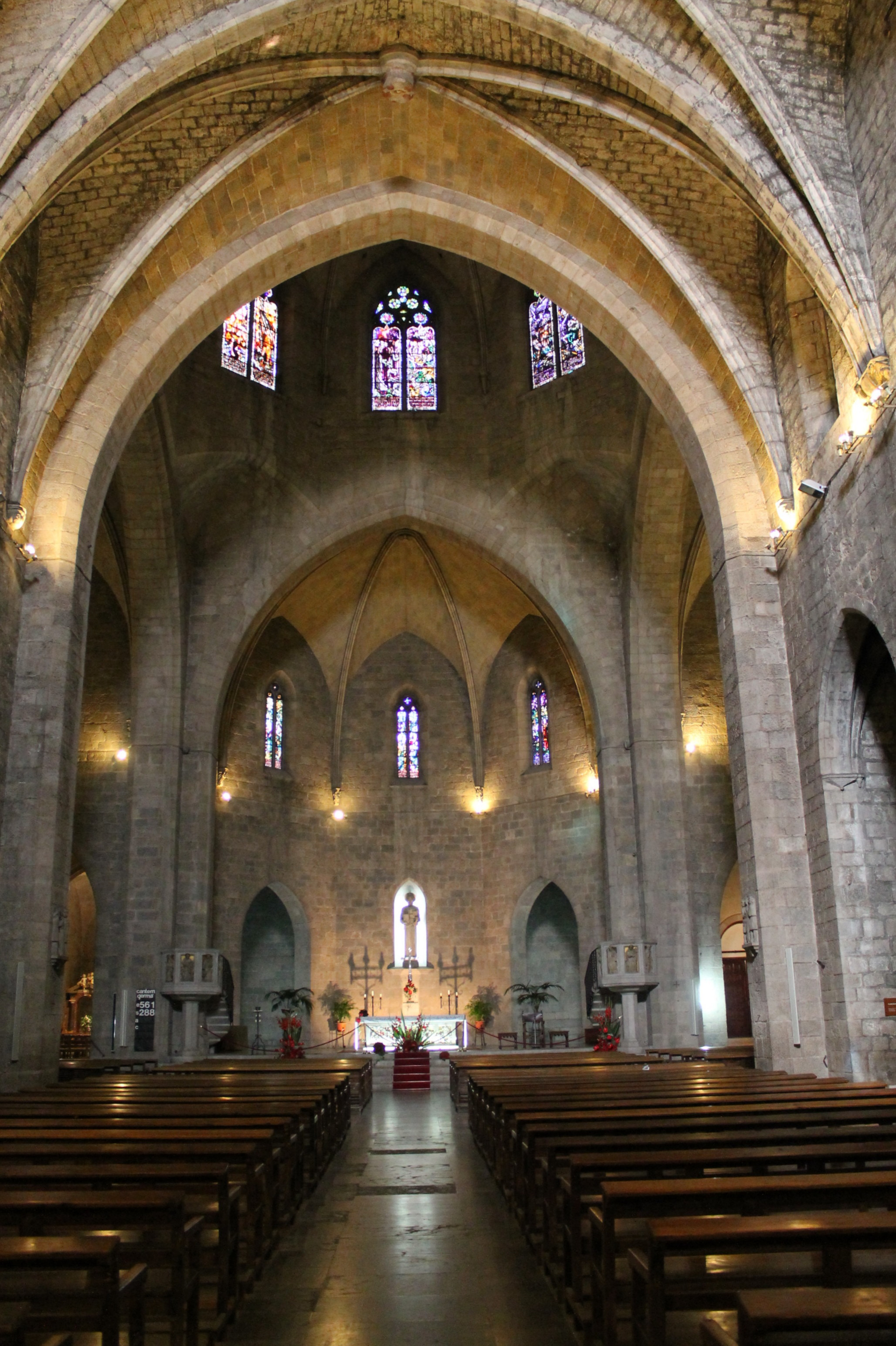
Interior

La primera mención es de 1020 y a su alrededor se construyó el núcleo medieval de Figueres. Probablemente se edificó sobre una primitiva iglesia paleocristiana. Del templo románico inicial (siglos X-XI) quedan restos de los muros de la cara norte con una aspillera a la izquierda de la nave, al pie del campanario. En el siglo XIV se levantó, sobre el edificio románico, el templo gótico. Este nuevo edificio llegaba hasta el actual crucero y era de una sola nave con bóvedas de crucería y contrafuertes.
El año 1578 se construyó la fachada, de estilo neoclásico, donde destaca un gran ojo de buey que da luz a toda la nave. Posteriormente ha sufrido numerosas ampliaciones como en 1678 que se empezó la Capilla de los Dolores, en el lado norte y modificaciones.
A inicios del siglo XVIII, concretamente el 3 de noviembre de 1701, la iglesia fue el escenario de la boda de Felipe V con su primera esposa, María Luisa Gabriela de Saboya. En este mismo siglo, la antigua cabecera gótica fue sustituida por un crucero y un ábside poligonal. A finales de 1895 se construyó la cúpula según un proyecto del arquitecto Josep Azemar Pont.

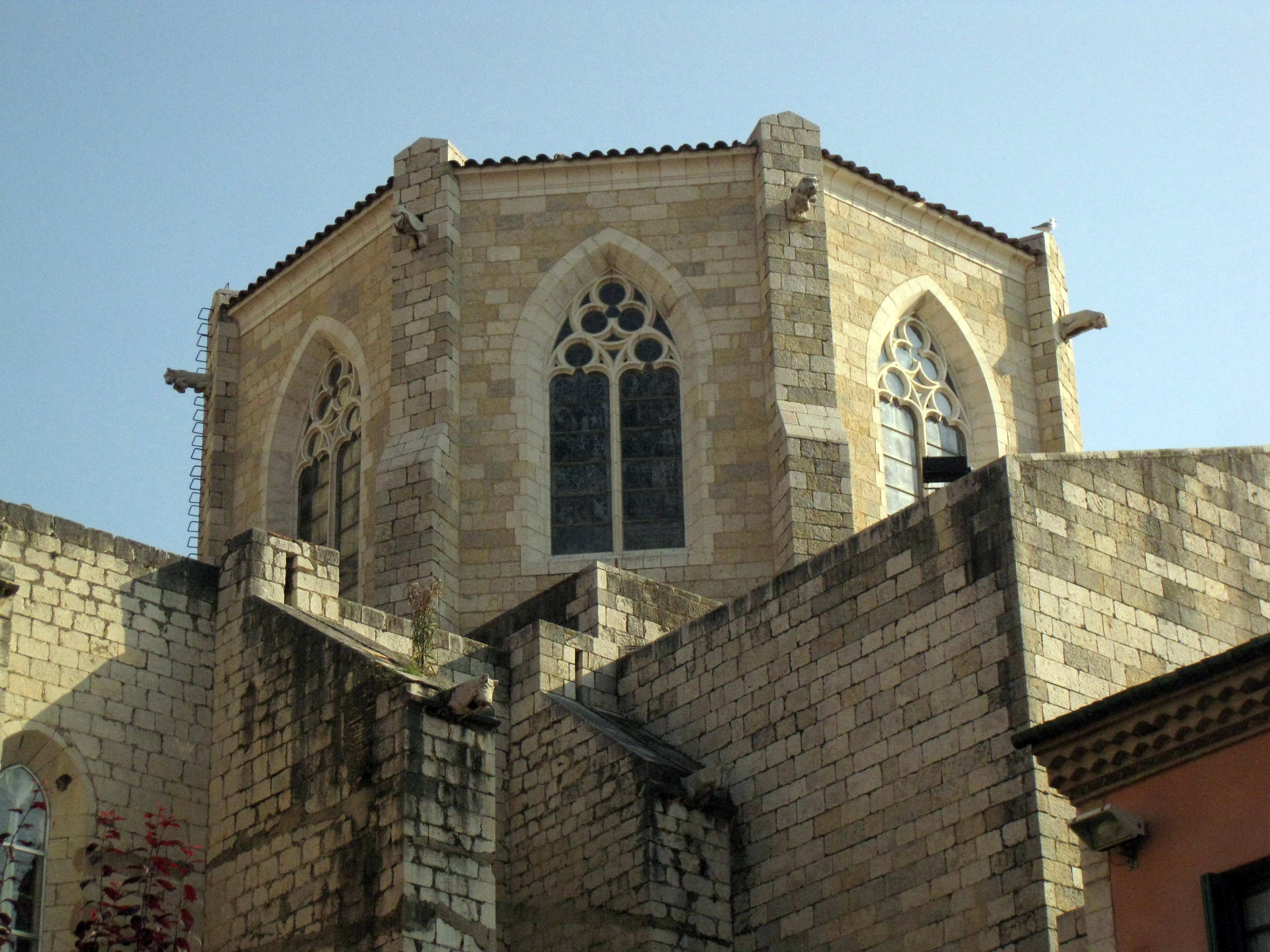
Cimborrio

Durante la Guerra Civil Española la iglesia sufre importantes destrucciones -incendios y escombros-. En 1941 Amadeo Llopart, Enrique Mora y Josep Maria Sagarra, de Barcelona, hicieron el proyecto para la restauración del templo. Entre 1941 y 1948 se reconstruyó con sillares de piedra, el crucero fue coronado por un cimborrio octogonal, siguiendo el estilo gótico de la antigua nave, consiguiendo así un conjunto unificado, sobrio y monumental. Del templo gótico original se conserva la nave con las bóvedas de crucería y los contrafuertes.

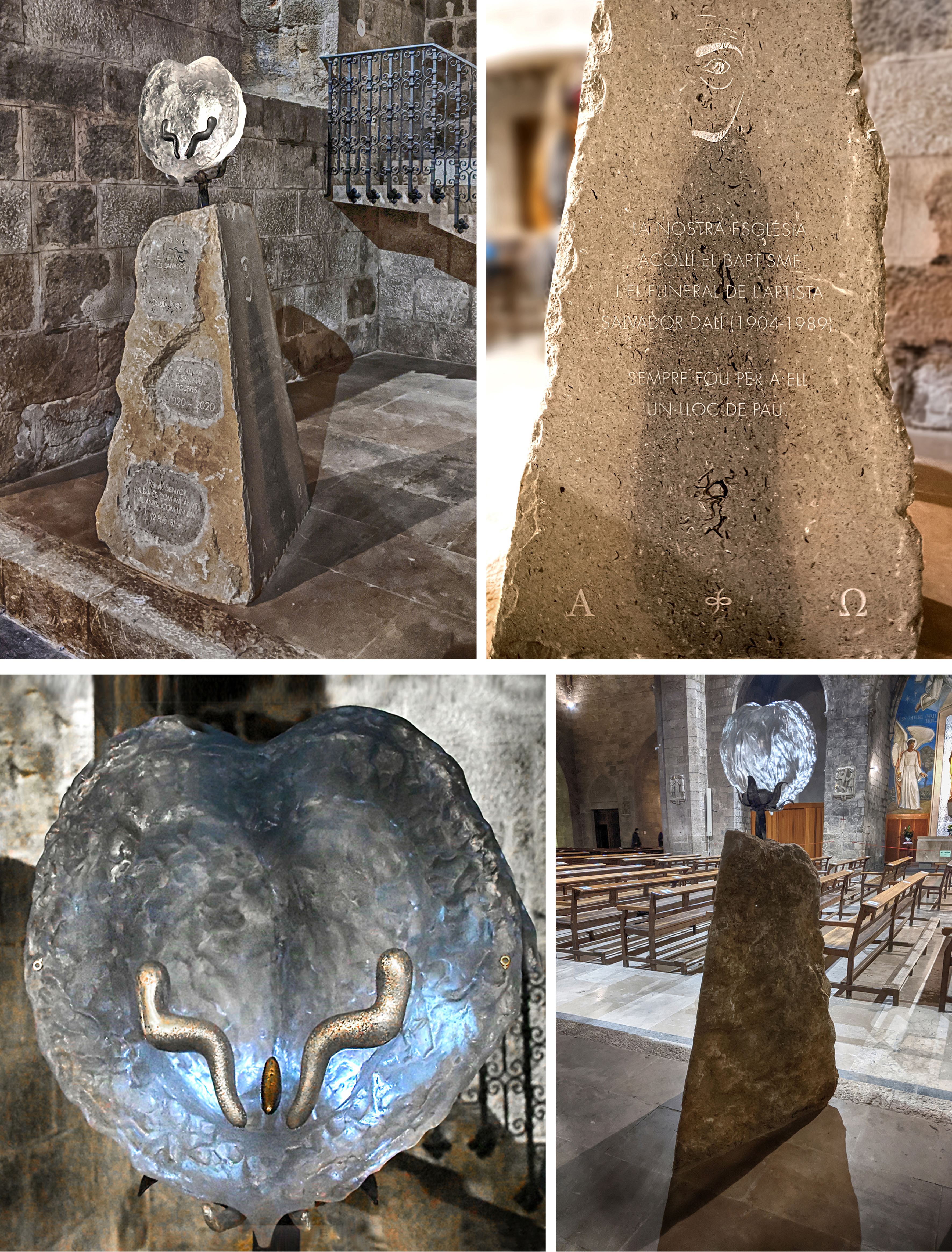
Cuatro vistas del monumento al milenario de Sant Pere de Figueres (1020-2020). "Agnus Dei" es obra de la artista Duaita Prats

Salvador Dalí recibió en esta iglesia el bautismo y la primera comunión, y en ella se celebró su funeral, tal como recuerda el monumento al milenario del templo colocado en el año 2020. La obra, firmada por la artista Duaita Prats, lleva por título "Agnus Dei - El meu nom és Salvador" (Agnus Dei - Mi nombre es Salvador), y menciona en una de sus caras las dos efemérides que marcaron el inicio y el final de la vida del pintor.

## Descripción

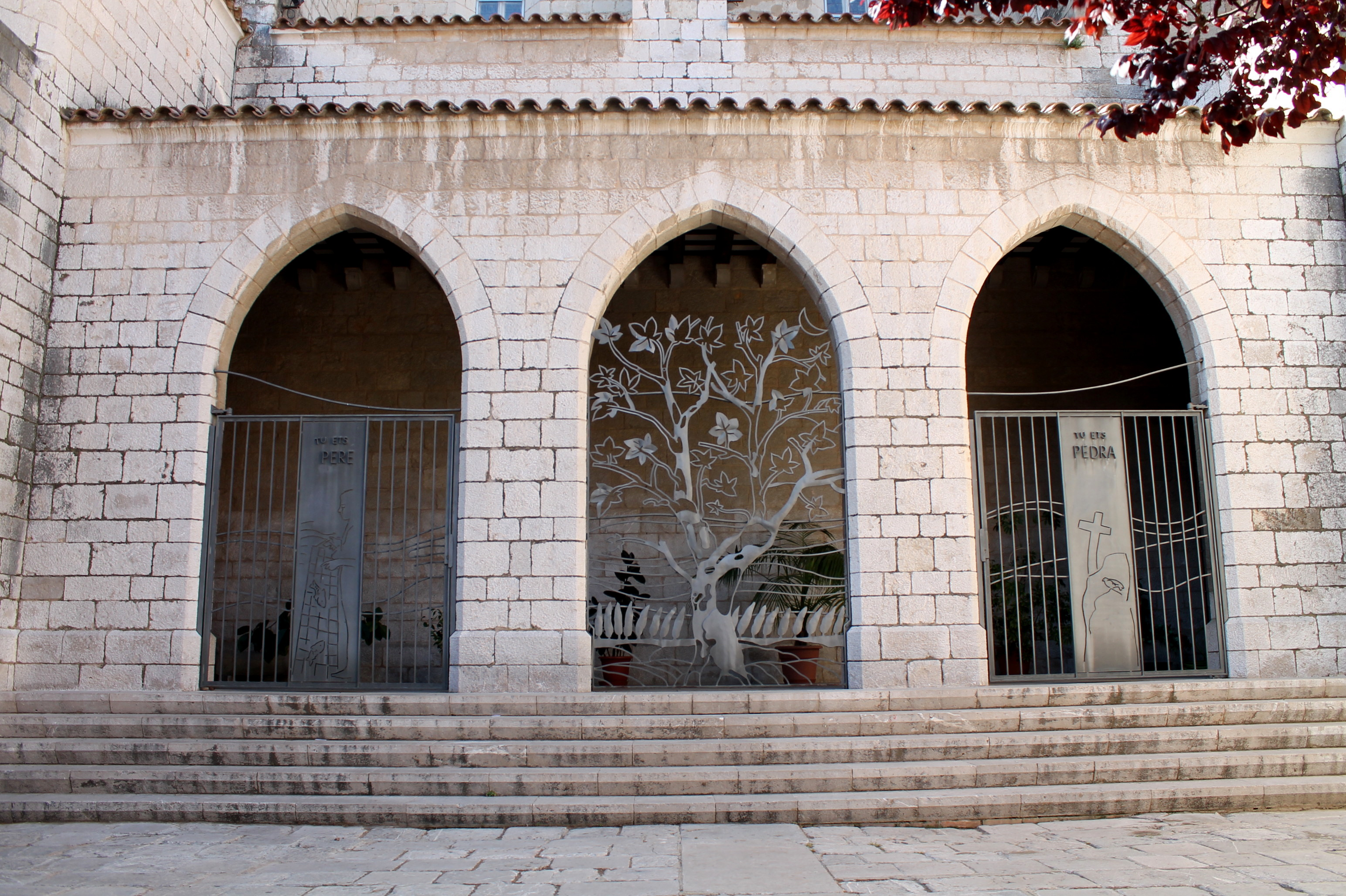
Pórtico del templo.

Se trata de un edificio religioso de origen gótico. La fachada es muy simple con rosetón y tímpano contemporáneo. El interior presenta una sola nave, con capillas ocupando los contrafuertes laterales. Tiene un cimborrio octogonal y campanario reconstruido tipo fortificación, el ábside principal y dos laterales: uno es sagrario y el otro sacristía. En el lateral exterior derecho se encuentra un pórtico con tres arcos apuntados, de factura posterior. La iluminación natural se consigue por dos rosetones en los brazos del crucero y la de la nave; y por los vitrales del ábside central.